# Nicholson Island, Northwest Territories
Nicholson Island är en ö i Kanada.   Den ligger i territoriet Northwest Territories, i den nordvästra delen av landet, 4 000 km nordväst om huvudstaden Ottawa. Arean är 47 kvadratkilometer.
Terrängen på Nicholson Island är platt. Öns högsta punkt är 92 meter över havet. Den sträcker sig 14,2 kilometer i nord-sydlig riktning, och 7,5 kilometer i öst-västlig riktning.
Trakten runt Nicholson Island består i huvudsak av gräsmarker.